# A Marilyn
A Marilyn è un album di Ombretta Colli, pubblicato dalla casa discografica RCA nel 1982.
Comprende fra gli altri i brani del singolo pubblicato nello stesso anno, Ho bisogno di soldi e Passa parola, e quelli del 45 giri uscito nel 1981, Con quella faccia da italiano e Che uomo sei.
Giorgio Gaber (marito della Colli), Sandro Luporini e la stessa artista firmano 6 degli 8 brani, mentre Passa parola e Marilyn sono firmati da Gian Piero Alloisio.

## Tracce

### Lato A
1. Con quella faccia da italiano – 3:52
2. L'amica – 4:18
3. Anche stasera stai un po' male – 2:56
4. Ho bisogno di soldi – 4:35

### Lato B
1. Passa Parola – 4:00
2. Che Uomo Sei – 3:59
3. Sarà Che Me Ne Frego – 3:21
4. Marilyn – 4:30